# Скимн
Скимн от Хиос (на старогръцки: Σκύμνος ὁ Xῖος, Skúmnos o Khíos, Skymnos, fl. ок. 185 пр.н.е.) е древногръцки географ. Вероятно е идентичен с почетения през 185/184 пр.н.е. в Делфи като проксенос (= хонорарконсул) син на Апелес.
Той е автор на Periegesis („Описание на земята“, гр. Περιήγησις) в най-малко 16 книги, от които днес са запазени само фрагменти. Не е сигурно обаче, дали е и автор на анонимното стихотворение Periegesis ad Nicomedem regem за цар Никомед II или Никомед III от Витиния, цитирано като Periegesis на Псевдо-Скимн.

## Издания
- David Höschel: Geographica Marciani Heracleotae, Scylacis Caryandensis, Artemidori Ephesii, Dicaearchi Messenii, Isidori Characeni. Augsburg 1600.
- Frédéric Morell: Marciani Heracleotae Poema De Sitv Orbis. Paris 1606.
- Erasmus Vindingius: Marciani Heracleotæ „Perihegesis“ seu Orbis Descriptio cum Interpretatione latina ad verbum et notis. Kopenhagen 1662 (Lateinische Übersetzung).
- Karl Müller: Geographi Graeci Minores. Firmin-Didot, Paris 1861 (Olms, Hildesheim 1990). Bd. I S. 196 – 237.
- B. Fabricius: Scymni Chii Periegesis quae supersunt. Teubner, Leipzig 1846 Text.
- August Meineke: Scymnii Chii Periegesis et Dionysii Descriptio Graeciae. Nicolai, Berlin 1846 Text.
- Martin Korenjak: Die Welt-Rundreise eines anonymen griechischen Autors („Pseudo-Skymnos“). Olms, Hildesheim 2003, ISBN 3-487-11847-5.
- Didier Marcotte: Les Géographes grecs. Tome I, Introduction générale. Pseudo-Scymnos: Circuit de la terre. (Collection des universités de France. Série grecque, 403.) Paris 2000. ISBN 2-251-00487-4. S. 103 – 307.